# Misumenops
Genre
Misumenops est un genre d'araignées aranéomorphes de la famille des Thomisidae.

## Distribution
Les espèces de ce genre se rencontrent sur tous les continents sauf aux pôles.

## Liste des espèces
Selon World Spider Catalog (version 24.5, 13/08/2023) :
- Misumenops anachoretus (Holmberg, 1876)
- Misumenops armatus Spassky, 1952
- Misumenops bellulus (Banks, 1896)
- Misumenops biannulipes (Mello-Leitão, 1929)
- Misumenops bivittatus (Keyserling, 1880)
- Misumenops callinurus Mello-Leitão, 1929
- Misumenops candidoi (Caporiacco, 1948)
- Misumenops carneus Mello-Leitão, 1944
- Misumenops conspersus (Keyserling, 1880)
- Misumenops consuetus (Banks, 1898)
- Misumenops croceus (Keyserling, 1880)
- Misumenops cruentatus (Walckenaer, 1837)
- Misumenops curadoi Soares, 1943
- Misumenops decolor (Kulczyński, 1901)
- Misumenops delmasi Berland, 1927
- Misumenops fluminensis Mello-Leitão, 1929
- Misumenops forcatus Song & Chai, 1990
- Misumenops gibbosus (Blackwall, 1862)
- Misumenops gracilis (Keyserling, 1880)
- Misumenops guianensis (Taczanowski, 1872)
- Misumenops haemorrhous Mello-Leitão, 1949
- Misumenops hunanensis Yin, Peng & Kim, 2000
- Misumenops ignobilis (Badcock, 1932)
- Misumenops khandalaensis Tikader, 1965
- Misumenops lacticeps (Mello-Leitão, 1944)
- Misumenops lenis (Keyserling, 1880)
- Misumenops longispinosus (Mello-Leitão, 1949)
- Misumenops maculissparsus (Keyserling, 1891)
- Misumenops melloleitaoi Berland, 1942
- Misumenops mexicanus (Keyserling, 1880)
- Misumenops morrisi Barrion & Litsinger, 1995
- Misumenops ocellatus (Tullgren, 1905)
- Misumenops octoguttatus Mello-Leitão, 1941
- Misumenops pallens (Keyserling, 1880)
- Misumenops pallidus (Keyserling, 1880)
- Misumenops pascalis (O. Pickard-Cambridge, 1891)
- Misumenops punctatus (Keyserling, 1880)
- Misumenops rapaensis Berland, 1934
- Misumenops robustus Simon, 1929
- Misumenops roseofuscus Mello-Leitão, 1944
- Misumenops rubrodecoratus Millot, 1942
- Misumenops schiapelliae Mello-Leitão, 1944
- Misumenops silvarum Mello-Leitão, 1929
- Misumenops spinifer (Piza, 1937)
- Misumenops spinitarsis Mello-Leitão, 1932
- Misumenops spinulosissimus (Berland, 1936)
- Misumenops splendens (Keyserling, 1880)
- Misumenops temibilis (Holmberg, 1876)
- Misumenops temihana Garb, 2007
- Misumenops turanicus Charitonov, 1946
- Misumenops variegatus (Keyserling, 1880)
- Misumenops varius (Keyserling, 1880)
- Misumenops zeugma Mello-Leitão, 1929
- Misumenops zhangmuensis (Hu & Li, 1987)

## Systématique et taxinomie
Ce genre a été décrit par F. O. Pickard-Cambridge en 1900 dans les Thomisidae.

## Publication originale
- F. O. Pickard-Cambridge, 1900 : Arachnida - Araneida and Opiliones. Biologia Centrali-Americana, Zoology. London, vol. 2, p. 89-192 (texte intégral).